# Widad Nouari
Widad Nouari, née le 2 janvier 1992, est une pongiste algérienne.
Elle est médaillée de bronze par équipe aux Jeux africains de 2019.